# Den ryska grevinnan
Den ryska grevinnan (engelska: The White Countess) är en brittisk dramafilm från 2005 i regi av James Ivory, med manus av Kazuo Ishiguro. I huvudrollerna ses Ralph Fiennes, Natasha Richardson, Vanessa Redgrave, Lynn Redgrave och Hiroyuki Sanada.

## Handling
Filmen utspelar sig i 1930-talets Shanghai, där en amerikansk diplomat som förlorat sin familj och synen i en terroristattack utvecklar ett speciellt förhållande till en rysk flykting som tar udda jobb för att försörja medlemmarna i sin avlidna mans aristokratiska familj efter att ha flytt den ryska revolutionen som så kallade vita emigranter.

## Rollista i urval
- Ralph Fiennes - Todd Jackson
- Natasha Richardson - Grevinnan Sofia Belinskaya
- Hiroyuki Sanada - Mr. Matsuda
- Lynn Redgrave - Olga Belinskaya
- Vanessa Redgrave - Prinsessan Vera Belinskaya
- Madeleine Potter - Grushenka
- Madeleine Daly - Katya
- Lee Pace - Crane
- Allan Corduner - Samuel Feinstein
- John Wood - Prins Peter Belinski